# Piézoviscosité
 (mars 2023).
Si vous disposez d'ouvrages ou d'articles de référence ou si vous connaissez des sites web de qualité traitant du thème abordé ici, merci de compléter l'article en donnant les références utiles à sa vérifiabilité et en les liant à la section « Notes et références ».
La piézoviscosité (du grec ancien : piézein presser, appuyer) est une propriété de certains fluides dont la viscosité s'accroit sous l'effet d'une pression. Cette propriété est tout particulièrement utile dans des systèmes mécaniques lubrifiés dont la variation de la viscosité de l'huile conditionne le bon fonctionnement. Les dispositifs à variation de vitesse nécessitent des huiles à piézoviscosité en raison de la difficulté de transmettre un couple entre des pièces métalliques sans contacts et soumises à de fortes pressions.